# Velikij Novgorod
Velíkij Nóvgorod (in russo Вели́кий Но́вгород?, /vʲɪˈlʲikʲɪj ˈnovɡərət/, letteralmente "Grande Novgorod"; in norreno Holmgarðr) è una città della Russia europea non lontana da San Pietroburgo; è il capoluogo dell'omonima oblast' e del distretto di Novgorod. Fino al 1998 si chiamava solo Novgorod (Новгород, letteralmente "Nuova città").

## Geografia fisica

### Territorio
La città sorge lungo il fiume Volchov, nel punto in cui questo esce dal lago Ilmen, in una zona caratterizzata da topografia piuttosto piatta e occupata da ampie zone paludose.

### Clima
La città si trova nella zona della taiga; ha un clima di tipo continentale, con inverni freddi e brevi estati fresche:
- temperatura media annua: 4,0 °C;
- temperatura media del mese più freddo (gennaio—febbraio): −8,6 °C;
- temperatura media del mese più caldo (luglio): 22,2 °C;
- precipitazioni medie annue: 573 mm

## Storia
L'anno esatto di fondazione di Novgorod è oggetto di controversie. Le testimonianze giunte fino a noi dalle Cronache Russe (specialmente quelle della città stessa) sono ambigue: in esse viene affermato che la città esiste come nucleo già nell'854, altre spostano tale data all'859. Quello che è certo è che la città nacque come stazione commerciale variaga lungo il percorso fluviale che giunge lungo il Volga, cioè lungo la cosiddetta Via variago-greca (diretta cioè verso i Cazari ebrei, oppure lungo il Dnepr fino a Kiev, il sud della Russia e infine Costantinopoli), secondo i dati archeologici intorno al 930 d.C.
Il nome norreno (Edda e Heimskringla) della città, Holmgarðr, è citato nelle saghe come molto antico, ma è impossibile separare i fatti storici dal mito, visto che le saghe stesse sono produzione letteraria del XII secolo. In seguito le notizie su Holmgarðr riferiscono solamente l'esistenza di una fortezza all'esterno della città ossia Rjurikovo Gorodišče; il nome della fortezza è legato al leggendario Rjurik, il capo variago che secondo la più antica cronaca russa, la Cronaca degli anni passati, guidò la sua banda in Terra Russa e i cui discendenti fondarono e governarono il primo Stato russo: la Rus' di Kiev.
Nel periodo medievale Novgorod fu la più importante repubblica del nord e venne elencata nelle fonti latine fra le città della Rutenia (nome abbastanza generico che indica generalmente l'Europa slava carpatica). All'interno della Rus' di Kiev, la città fu seconda per importanza solamente alla capitale Kiev, ed era l'unico centro produttivo di pellicce, cera, miele e schiavi.
Il clima sfavorevole ha spesso condizionato negativamente la vita della città con carestie anche di proporzioni disastrose, come nel 1230 quando morirono per fame 3 000 abitanti su più di 5 000. Dopo la distruzione di Kiev, e di molte altre città russe da parte dell'Orda d'Oro nel 1240 e le incursioni dell'Ordine di Livonia e degli svedesi, la posizione di Novgorod si rafforzò in quanto, pur dovendo pagare per la protezione delle città lungo il Volga per continuare i suoi traffici, riuscì a mantenere la propria indipendenza come repubblica con a capo ormai l'arcivescovo.
Il modello di governo della città, in quei secoli, era abbastanza distante da quello autocratico del resto della Rus': il principe era soltanto un generale militare pagato per ingaggio e poteva esercitare soltanto il potere giudiziario, ma affiancato dal posadnik (o sindaco) eletto dal concilio dei nobili boiari, detto Novgorodskoe veče in russo Новгородское Вече?, termine che denominava il parlamento composto da tutti i cittadini (maschi e femmine) liberi.
Il termine veče è stato recentemente riutilizzato per il consiglio comunale di questa città.
Ma la cosa che rese unica Novgorod con i suoi abitanti fu la diffusione della scrittura tra tutte le classi sociali.
Sono più di mille le lettere scritte su corteccia di betulla ritrovate in 70 anni di scavi archeologici realizzati durante il breve periodo estivo dal prof. Arcihovskij e Janin.
Gli scavi hanno portato alla luce una città con case e strade fatte di legno che all'apice del suo splendore aveva sicuramente più di 10 000 abitanti.
Al termine del periodo medievale la città conobbe un declino, a causa delle difficoltà poste lungo gli itinerari per il sud e a causa dell'indebolimento dell'Hansa baltica, delle azioni di disturbo dei cavalieri teutonici e dei portaspada sui suoi traffici. Le piccole città dell'area del Basso Volga, Mosca e Tver', sfruttarono questa sua debolezza per cercare di controllarla e impadronirsi delle sue esportazioni.
Il 10 gennaio 1478 Giovanni III di Mosca conquistò la città, annettendola a Mosca e letteralmente svuotandola di ogni cosa e di ogni cittadino importante. Subì la rovina definitiva quando Ivan il Terribile saccheggiò la città e impiccò un gran numero dei suoi abitanti, oltre a deportarne altri in seguito al tentativo di rivolta.

## Monumenti e luoghi d'interesse

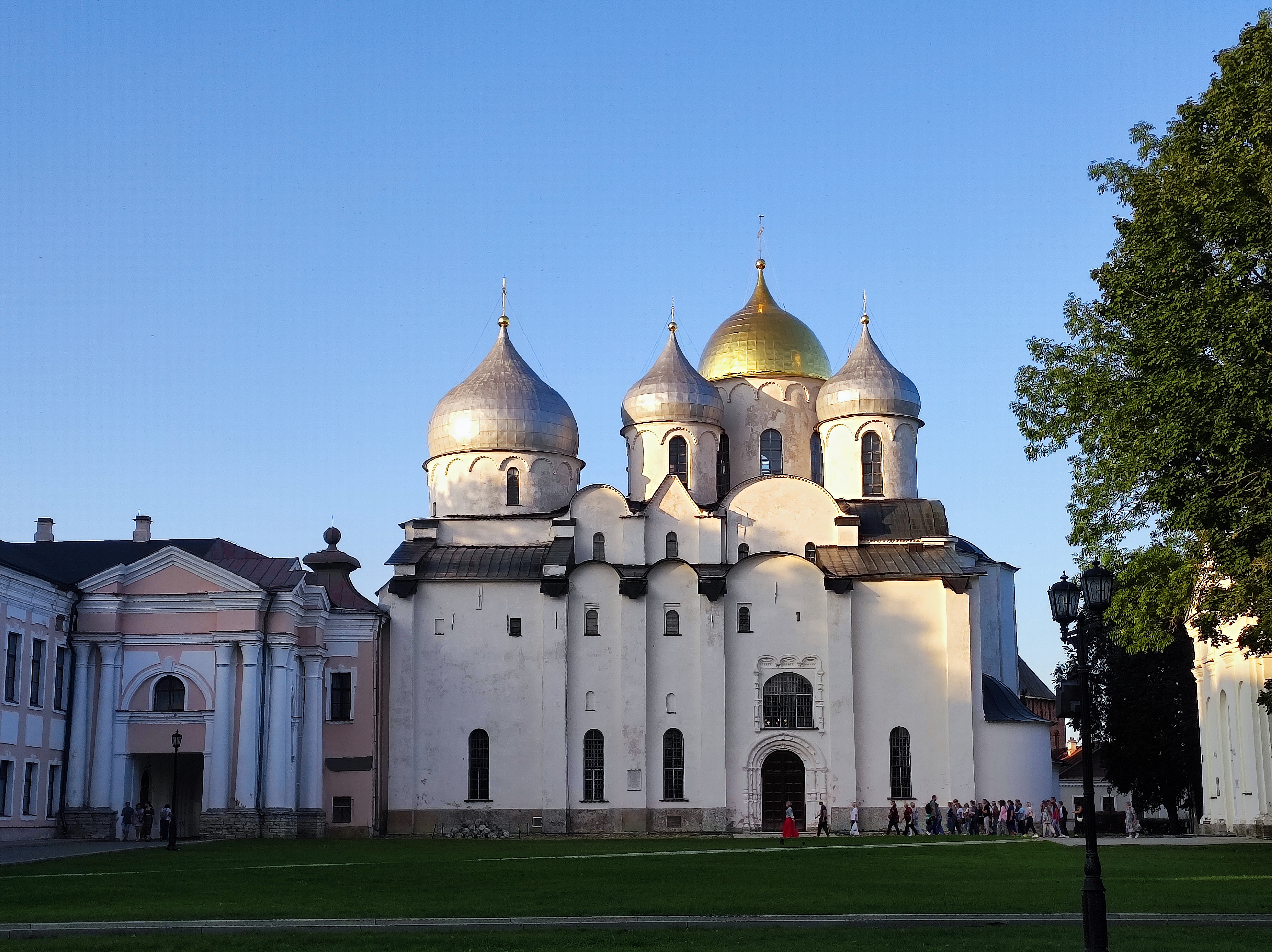
La cattedrale di Santa Sofia

- Il cremlino di Velikij Novgorod, un tempo chiamato Detinec, si trova in un parco sulla riva occidentale del fiume Volchov e risale al IX secolo. Nel XIV secolo venne totalmente ricostruito in mattoni e da allora ha sempre conservato questo aspetto.[3]
- Il monumento più esemplare all'interno del cremlino è la cattedrale di Santa Sofia, terminata nel 1050 e progettata per resistere agli attacchi e agli incendi. Le sue cupole a cipolla, risalenti al XIV secolo, costituiscono i più antichi esempi di questo elemento architettonico. Gli ingressi su lato ovest del XII secolo sono decorati con incisioni in bronzo che raffigurano scene della Bibbia e ritratti degli artisti.[3]
- Il monumento al millenario della Russia è un'imponente scultura di 16 m inaugurata nel 1862 per celebrare il millesimo anniversario dell'arrivo del principe variago Rjurik. Al suo interno conserva circa 127 immagini di importanti personaggi della storia della Russia.[3]
- La torre Kokuj, importante per la vista panoramica che offre.[4]
- La camera delle faccette (Granovitaja palata) è una struttura in stile gotico facente parte di un palazzo costruito nel 1433.[4]
- La corte di Jaroslav, separata dal cremlino da un ponte pedonale, è un complesso che include i resti dello storico mercato, alcune chiese costruite durante i secoli XIII e XVI e un punto di ristoro di cui beneficiava Caterina la Grande. I resti della cattedrale di San Nicola sono ciò che rimane di un antico palazzo che diede il nome all'intera corte.[4]
- La chiesa della Trasfigurazione di via Il'ina custodisce gli unici affreschi sopravvissuti di Teofane il Greco. Di fronte a essa vi è la cattedrale di Nostra Signora del Segno, del XVII secolo.[4]
- La chiesa di San Simone, sita sul terreno dell'ex monastero Zverin, contiene degli affreschi che formano un calendario religioso.[5]
- Gli scavi della Trinità (Troickij raskop) sono delle rovine archeologiche che si suppone comprendano i resti di un palazzo nobiliare del XIV secolo. Di fronte a questi scavi vi è la chiesa della Trinità di via Redjatina.[6]
- La cattedrale della Natività di Nostra Signora, parte del monastero di Antoniev.[6]

## Cultura

### Musei

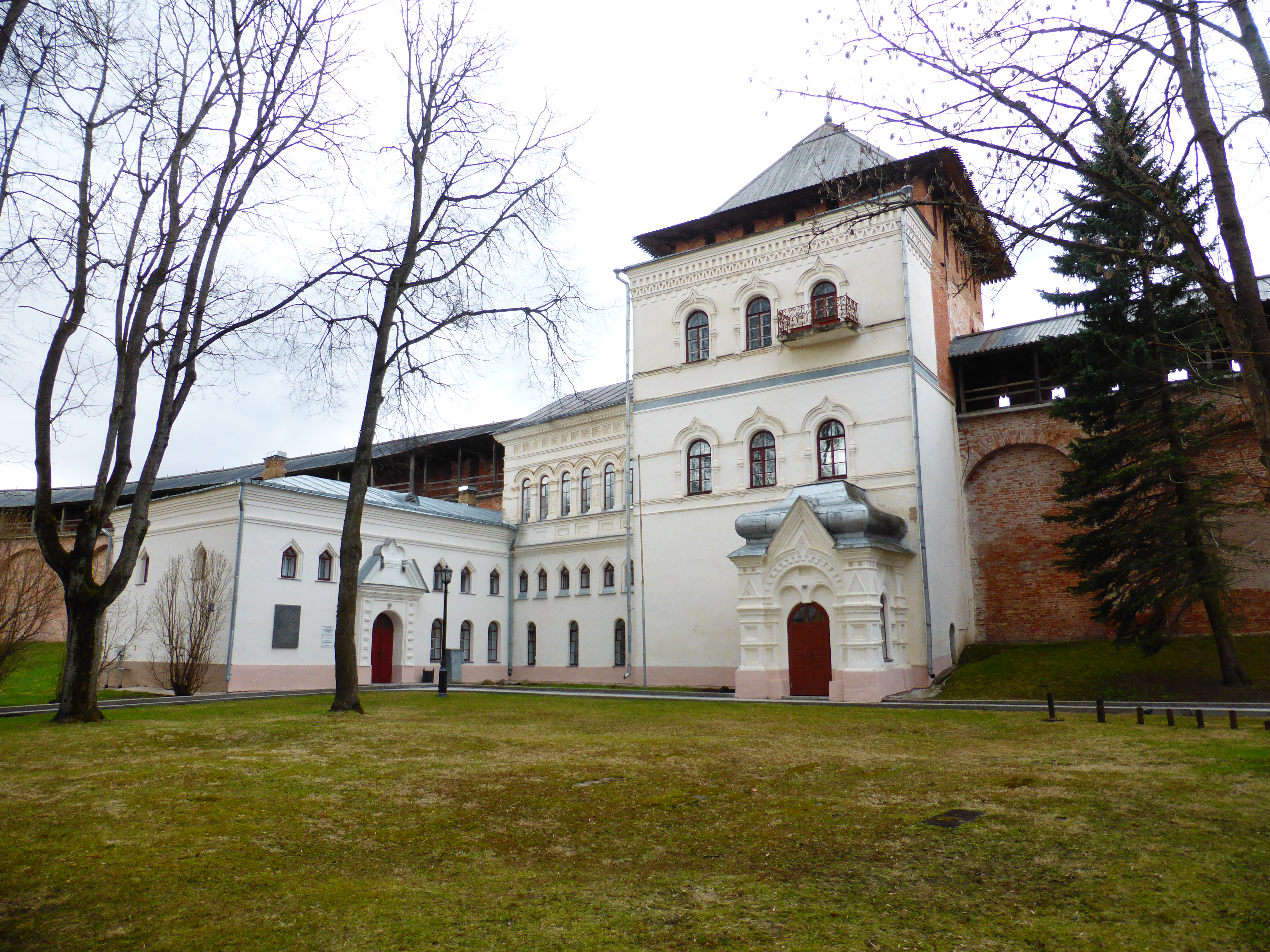
Il museo di storia e arte di Novgorod

- Il museo di storia e arte di Novgorod conserva una delle collezioni di icone più ricche al mondo, nonché alcuni pezzi del tesoro d'oro di Novgorod.[3]
- Il centro regionale di arte popolare, che sorge nei pressi dell'ex monastero Zverin del XV secolo.[5]
- Il museo di belle arti colleziona dipinti dei secoli XVIII e XIX di artisti russi come Karl Pavlovič Brjullov, Aleksandr Andreevič Ivanov e Aleksej Antropov.[5]

### Musica
- La Filarmonica di Velikij Novgorod si trova all'interno delle mura del cremlino.[7]

### Eventi
- A Velikij Novgorod si tiene ogni secondo fine settimana di aprile la Festa di Aleksandr Nevskij. Un corteo di figuranti in abiti medievali sfila nella città e attorno al cremlino si tengono dei finti duelli.[6]
- La festa di Sadko si tiene il primo fine settimana di giugno e le sue celebrazioni includono arte popolare, danze, canti e artigianato.[6]
- La Festa della città di Velikij Novgorod celebra il compleanno della città. Si tiene attorno al 12 giugno con concerti, processioni e fiere.[6]
- La Kypale è una festa che si tiene sulle rive del lago Il'men' il 2 luglio per celebrare Giovanni Battista. I riti pagani si mescolano con i rituali della chiesa ortodossa.[6]

## Società

### Evoluzione demografica
Fonte: mojgorod.ru
- 1811: 6 300
- 1840: 16 800
- 1863: 17 700
- 1897: 25 700
- 1914: 28 200
- 1939: 40 000

- 1959: 61 000
- 1970: 128 000
- 1979: 186 000
- 1989: 229 100
- 1998: 232 400
- 2007: 216 700

## Infrastrutture e trasporti
- La città è servita dalla stazione di Velikij Novgorod.[7]

## Amministrazione

### Gemellaggi
- Bielefeld, dal 1958
- Cleveland Heights (Ohio)
- Kohtla-Järve
- Moss
- Nanterre
- Rochester (New York), dal 1990
- Strasburgo, dal 1997
- Uusikaupunki
- Watford
- Zibo